# Illusztráció

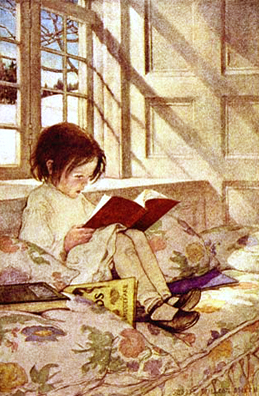
Jessie Willcox Smith illusztrációja

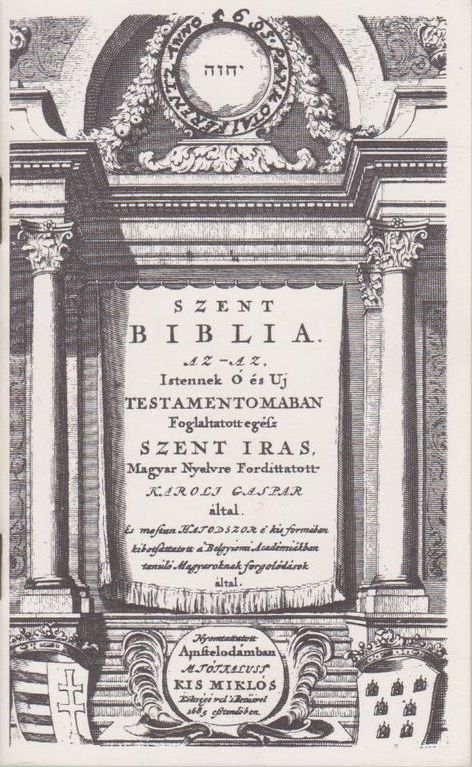
Misztótfalusi Kis Miklós amszterdami kiadású magyar nyelvű Bibliája, 1685

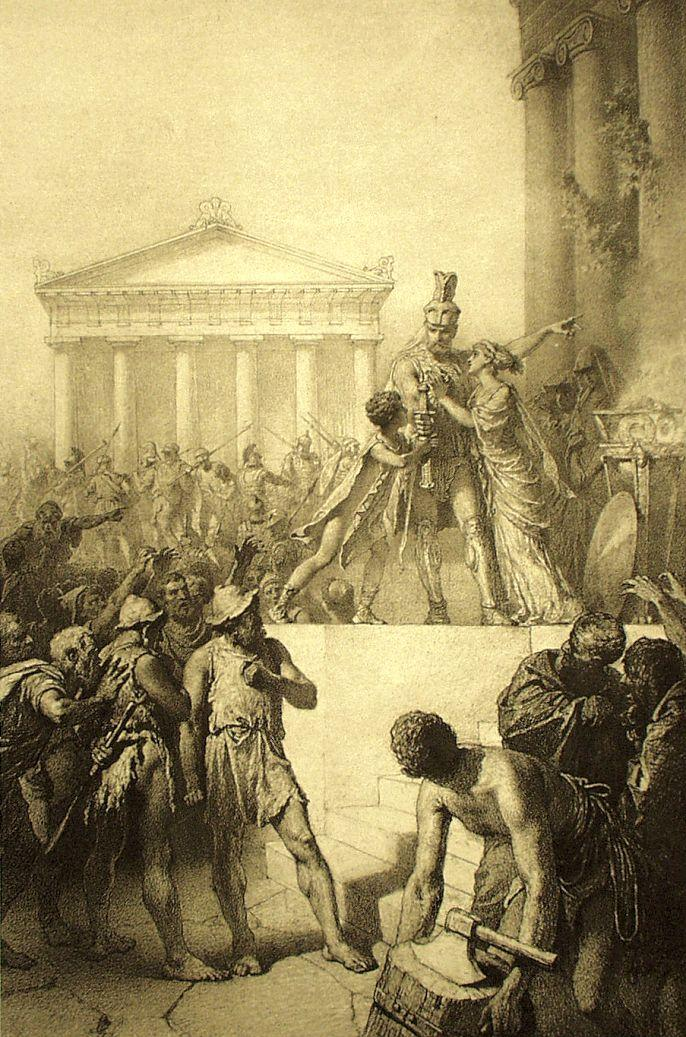
Zichy Mihály illusztrációja Madách Az ember tragédiája c. művéhez, 1887 (Athén-i szín)

Az illusztráció nyomtatott szöveg szemléltetését, kiegészítését szolgáló kép, rajz, fénykép, ábra. A mai jelentésében a 19. század közepe óta használják.

## Az illusztráció szerepe
A művészi illusztráció az egyszerű szemléltetésen túllépve, új művészi élmény hozzáadásával a szöveg megértéséhez, átéléséhez segíti az olvasót. A középkori kódexek illusztrációit illuminációnak hívják. Elterjedése a könyvnyomtatással vált széles körűvé. Technikáját kezdetben a fametszetben, később a rézmetszetben és litográfiában lelhetjük fel. Rendkívüli nagy szerepe van a szöveghez illeszkedő illusztrációknak akár egy könyvben, akár egy folyóiratban, továbbá a betűtípus megválasztásának, tudta és élt is ezzel Misztótfalusi Kis Miklós, Kner Imre, Lengyel Lajos stb. Ez már a könyvművészet nagy témakörét érinti, melyre nézve napjaink tömegtermelése negatív hatást gyakorol. A 20. században nagy népszerűségnek örvendett a képregény, ezek esetében az illusztráción volt a hangsúly, szöveg csak a képek alá került, mintegy kommentálta azokat.
A magyarországi könyv- és lapillusztrálás több évszázados hagyományainak megőrzése és továbbépítése céljából 1994-ben megalakult a Magyar Könyvillusztrátorok Társasága. E társaság művészettörténész tagjai foglalkoznak a magyar könyvillusztráció történetével.

## Jeles magyarországi illusztrátorok (válogatás)
- Bálványos Huba
- Bartha László
- Fazekas Attila
- F. Györffy Anna
- Haiman György
- Jankovics Marcell
- Kass János
- Kókay Szabolcs
- Lengyel Lajos
- Lukáts Kató
- Misztótfalusi Kis Miklós
- Réber László
- Reich Károly
- Richter Ilona
- Szántó Tibor
- Szecskó Tamás
- Würtz Ádám
- Zichy Mihály